# Soldatenara
De soldatenara (Ara militaris) is een middelgrote, overwegend groene papegaai. De soldatenara kan vaak al lang gehoord worden voordat men hem ziet, gezien het lawaai dat hij produceert, met een variëteit aan krakende en gillende geluiden.

## Kenmerken
Het verenkleed is grijsgroen met blauwe slagpennen en een rode vlek boven de snavel. De staart is over het algemeen deels rood.

## Leefwijze
Soldatenara's in het wild kunnen 50 tot 60 jaar oud worden. Ze leven in droge houtlanden en subtropische bossen. Ze nestelen in de toppen van bomen en, vaker nog, in klifinhammen op meer dan 200 meter boven de grond.

## Verspreiding en leefgebied
De drie ondersoorten van de soldatenara kennen een verschillend verspreidingsgebied. Ara militaris militaris  komt voor in Peru, Ecuador, Colombia en Venezuela;  Ara militaris mexicana in Mexico en Ara militaris boliviana leeft in Bolivia en Argentinië.

## Status
De grootte van de populatie werd in 2016 door BirdLife International geschat op 2000 tot 7000 volwassen individuen. De populatie-aantallen nemen af door habitatverlies en de binnenlandse handel in kooivogels. Het leefgebied wordt aangetast door ontbossing en mijnbouwactiviteiten (winning van goud). Daarnaast is er jacht en vangst ten behoeve van de illegale handel, ook in beschermde gebieden. Om deze redenen staat deze soort als kwetsbaar op de Rode Lijst van de IUCN.
Er gelden beperkingen voor de handel in deze ara, want de soort staat in de Bijlage I en II van het CITES-verdrag.